# Лонс-ле-Соньє (округ)
Округ Лонс-ле-Соньє (фр. Arrondissement de Lons-le-Saunier) — округ у Франції, в департаменті Жура. 2023 року округ об'єднував 249 муніципалітетів, населення становило 104 285 осіб.
Адміністративний центр (супрефектура) — Лонс-ле-Соньє.

## Муніципалітети
Список муніципалітетів округу та їхні коди INSEE:
1. Альєз
2. Андело-ан-Монтань
3. Андело-Морваль
4. Антр-де-Мон
5. Ардон
6. Аренто
7. Арле
8. Арома
9. Арсюр-Арсюретт
10. Балано
11. Барезія-сюр-л'Ен
12. Бефф'я
13. Б'єф-де-Мезон
14. Б'єф-дю-Фур
15. Бієкюль
16. Блеттеран
17. Блі
18. Блуа-сюр-Сей
19. Бом-ле-Месьєр
20. Бонльє
21. Боннфонтен
22. Борне
23. Бофор-Орбанья
24. Брійо
25. Бруассія
26. Буа-де-Ганд
27. Буассія
28. Бур-де-Сіро
29. Валампульєр
30. Валь-д'Епі
31. Валь-Соннетт
32. Валь-Сюран
33. Вальзен-ан-Петіт-Монтань
34. Ванно
35. Ве-ан-Монтань
36. Веві
37. Венсан-Фруадвіль
38. Вер-су-Сельєр
39. Верж
40. Вернантуа
41. Вертамбо
42. Вер'я
43. Вескль
44. Вільв'є
45. Вільнев-су-Пімон
46. Вобль-Вальфен
47. Вуатер
48. Гре-е-Шарне
49. Ден
50. Денезьєр
51. Дінья
52. Домблан
53. Домп'єрр-сюр-Мон
54. Драмле
55. Дуа
56. Дусьє
57. Еквіллон
58. Екрій
59. Ессерваль-Тартр
60. Жевенже
61. Жено
62. Жерюж
63. Жизія
64. Жиньї
65. Жіюа
66. Кентіньї
67. Клерво-ле-Лак
68. Кож
69. Комменай
70. Конд
71. Кондамін
72. Конльєж
73. Конт
74. Конья
75. Корно
76. Кран
77. Крессія
78. Кротене
79. Кузанс
80. Курбетт
81. Курбузон
82. Курлан
83. Курлау
84. Кюв'є
85. Кюїзія
86. Ла-Буасьєр
87. Ла-Латетт
88. Ла-Марр
89. Ла-Тур-дю-Ме
90. Ла-Фав'єр
91. Ла-Фране
92. Ла-Шаєз
93. Ла-Шарм
94. Ла-Шассань
95. Ла-Шо-ан-Бресс
96. Лавіньї
97. Ладуа-сюр-Сей
98. Лан
99. Ларжіє-Марсонне
100. Ларно
101. Ле-Вернуа
102. Ле-Вілле
103. Ле-Водіу
104. Ле-Де-Фе
105. Ле-Лардере
106. Ле-Лате
107. Ле-Луверо
108. Ле-Нан
109. Ле-Паск'є
110. Ле-Пен
111. Ле-Планш-ан-Монтань
112. Ле-Репо
113. Ле-Труа-Шато
114. Ле-Франуа
115. Ле-Шалем
116. Л'Етуаль
117. Ломбар
118. Лонкошон
119. Лонс-ле-Соньє
120. Луазія
121. Луль
122. Макорне
123. Мантрі
124. Мариньї
125. Маринья-сюр-Валуз
126. Марнезія
127. Меналь
128. Менетрю-ан-Жу
129. Менетрю-ле-Віньобль
130. Менуа
131. Мерона
132. Мессія-сюр-Сорн
133. М'єж
134. Міньовіллар
135. Мон-сюр-Монне
136. Монленсья
137. Монморо
138. Монне-ла-Віль
139. Моннте
140. Монревель
141. Монрон
142. Монтанья-ле-Рекондюї
143. Монтегю
144. Монтен
145. Монтіньї-сюр-л'Ен
146. Монфлер
147. Муарон
148. Мурнан-Шарбонні
149. Мутонн
150. Муту
151. Нанкюїз
152. Нанс
153. Не
154. Неві-сюр-Сей
155. Нозеруа
156. Нонья
157. Ожа
158. Ожизе
159. Онгльєр
160. Оноз
161. Оржеле
162. Откур
163. Отрош
164. Паннесьєр
165. Пассенан
166. Паторне
167. Перриньї
168. Піємуан
169. Піморен
170. Плезія
171. Пленіз
172. Пленізетт
173. Пленуазо
174. Пон-де-Пуатт
175. Пон-дю-Навуа
176. Презії
177. Пуад-де-Фйоль
178. Пюблі
179. Ревіньї
180. Реканоз
181. Релан
182. Ретуз
183. Рикс
184. Рі
185. Розе
186. Ротальє
187. Ротоне
188. Рюффе-сюр-Сей
189. Сансо
190. Сапуа
191. Сарронья
192. Саффло
193. Сезансе
194. Сельєр
195. Сен-Дідьє
196. Сен-Жермен-ан-Монтань
197. Сен-Іметьєр-сюр-Валуз
198. Сен-Ламен
199. Сен-Мор
200. Сен-Морис-Крія
201. Сент-Амур
202. Сент-Аньє
203. Сержено
204. Серженон
205. Сернон
206. Серньєбо
207. Сіам
208. Сіз
209. Сіро
210. Сожо
211. Сонжезон
212. Сусія
213. Сют
214. Треналь
215. Туаретт-Куазія
216. Туар'я
217. Туассія
218. Тулуз-ле-Шато
219. Фонсін-ле-Ба
220. Фонсін-ле-О
221. Фонтенбрю
222. Фонтеню
223. Франшвіль
224. Фраро
225. Фребюан
226. Фронтене
227. Фулене
228. Шавер'я
229. Шамбер'я
230. Шампаньоль
231. Шампруж'є
232. Шапель-Волан
233. Шапуа
234. Шарансі
235. Шарезьє
236. Шарно
237. Шарсьє
238. Шательнеф
239. Шатійон
240. Шато-Шалон
241. Шевро
242. Шевротен
243. Шемено
244. Шен-Сек
245. Шиї-ле-Віньобль
246. Шій
247. Шо-де-Кротене
248. Шомержі
249. Юксель